# Zeg me (Jeroen van der Boom)
Zeg me is een lied van de Nederlandse zanger Jeroen van der Boom. Het werd in 2019 als single uitgebracht. 

## Achtergrond
Zeg me is geschreven door  Han Koreneef en Koen Jansen en geproduceerd door Edwin Hoevelaak. Het is een lied werd door Van der Boom omschreven als een ballad welke vergelijkbaar is als en als aanvulling is gemaakt voor de eerdere singles Het is over en Werd de tijd maar teruggedraaid van de zanger. In het lied zingt de artiest over zijn geliefde die zich anders gedraagt in een relatie en vraagt hij aan haar of er iets is en of ze nog gevoelens voor hem heeft. Van het lied werd eerst de originele versie uitgebracht, waarna Van der Boom een oproep deed aan musici, professionele en amateurs, om een andere en eigen versie van het lied uit te brengen. Van alle inzendingen koos Van der Boom zijn eigen nieuwe favoriet.

## Hitnoteringen
De zanger had weinig succes met het lied. Er was geen notering in de Single Top 100 en ook de Top 40 werd niet bereikt. Bij laatstgenoemde was er wel de veertiende plaats in de Tipparade. 